# Zikanapis elegans
Zikanapis elegans là một loài Hymenoptera trong họ Colletidae. Loài này được Timberlake mô tả khoa học năm 1965.